# Adolf Dubský z Třebomyslic
Adolf Dubský z Třebomyslic, plným jménem Adolf Jan Křtitel František Serafinský Evžen z Třebomyslic (německy Adolf Dubsky von Třebomyslic; 6. března 1833 Vídeň – 2. srpna 1911 Vídeň) byl rakouský a moravský šlechtic z rodu Dubských z Třebomyslic a politik, ve 2. polovině 19. století poslanec Říšské rady.

## Biografie
Pocházel z hraběcího rodu Dubských z Třebomyslic. Jeho matka Evženie Dubská z Třebomyslic pocházela z rodu svobodných pánů z Bartensteina, jeho otec František Dubský z Třebomyslic byl císařským komořím a majorem rakouské armády.
Také Adolf sloužil v armádě u jízdy, kde se v poměrně krátké době stal rytmistrem u kyrysníků (regiment číslo 4). Roku 1857 byl jmenován c. k. komořím. 15. srpna 1862 byl povýšen na majora u kyrysníků (5. regiment) a adjunkta generála Františka Jáchyma z Lichtenštejna. V roce 1865 vystoupil v hodnosti nadporučíka z aktivní služby. Koncem 60. let žil na svém panství v Skaličce na Moravě.
Jeho první manželkou byla Sophie von Stockau z rodu pánů ze Stockau, vdova po vojevůdci a chorvatském bánovi Josipu Jelačićovi. Se Sophií, která zemřela v roce 1877 měl 3 děti:
- 1. Marie Gislinda Žofie (26. 10. 1864 Vídeň – 17. 4. 1926 Brno), manž. 1885 Filip Arnošt Kinský (31. 5. 1861 Sloup v Čechách – 8. 4. 1939 Morkovice), c. k. komoří a poslanec Moravského zemského sněmu
- 2. Viktor František Adolf (28. 7. 1868 Lešná – 13. 12. 1932 Zdislavice), c. k. komoří, diplomat, majitel velkostatku Zdislavice
- 3. Evžen August Adolf (2. 10. 1869 – 1885)[5]

Jeho druhou manželku byla Mária Gizella Gabriella Mauritia Pálffyová z Erdődu, dcera Mořice Pálffyho z Erdődu a vzali se roku 1880 v Bratislavě. S ní měl jednoho syna:
- 4. František Mořic Adolf[5] (13. 9. 1883 Zdislavice – 15. 9. 1965 Vídeň), diplomat, manž. 1920 Marta Theofanovičová (24. 6. 1889 Hinterbrühl – 1. 6. 1963 Vídeň)[6]

Po odchodu z armády byl aktivní politicky. V roce 1865 byl zvolen na Moravský zemský sněm za kurii velkostatkářskou. Byl sem znovu zvolen v zemských volbách v březnu 1867. Zastupoval velkostatkářskou kurii, II. sbor. Zemský sněm ho 10. dubna 1867 zvolil i do Říšské rady (tehdy ještě volené nepřímo) za kurii velkostatkářskou na Moravě. Opětovně byl zemským sněmem do Říšské rady delegován i v roce 1870 a 1871. Uspěl i v prvních přímých volbách do Říšské rady roku 1873 za kurii velkostatkářskou na Moravě. Mandát zde obhájil i ve volbách roku 1879, volbách roku 1885 a volbách roku 1891.
V zákonodárných sborech byl členem provídeňsky orientované Strany ústavověrného velkostatku. Na zemském sněmu pronášel projevy výlučně německy. Mezi českými politiky ale požíval respektu. Označovali ho sice za člověka rázné ruky, ale zároveň pilného a znamenitého odborníka. Po volbách v roce 1879 se uvádí jako příslušník ústavověrného tábora. V prosinci 1882 se přidal k nově ustavenému poslaneckému Coroniniho klubu, oficiálně nazývanému Klub liberálního středu, který byl orientován vstřícněji k vládě Eduarda Taaffeho. Za člena Coroniniho klubu se uvádí i po volbách do Říšské rady roku 1885. V jednom zdroji z roku 1887 je řazen mezi poslance Německorakouského klubu, ale v roce 1890 se uváděl opět coby člen Coroniniho klubu.
V zemském sněmu zasedal i ve funkčním období od roku 1870. V zemských volbách v roce 1871, kdy během dočasného vládního obratu za vlády Karla von Hohenwarta zvítězila historická šlechta a český státoprávní blok, zvolen nebyl. Jako zástupce centralistické provídeňské menšiny sněmu tehdy spolupodepsal protest proti volbě ve II. sboru velkostatkářské kurie. Do sněmu se ale vrátil již v opakovaných volbách téhož roku, stejně jako v zemských volbách roku 1878, 1884, 1890 a 1896.
Po delší dobu zastával funkci předsedy správní rady České banky Union a správní rady duchcovsko-podmokelské dráhy.
Roku 1902 byl povolán do Panské sněmovny (horní, jmenovaná komora Říšské rady) jako její doživotní člen. V Panské sněmovně náležel do klubu Strany středu.
Zemřel v roce 1911 ve Vídni poté, co se vrátil z cesty po Švýcarsku.